# Classe Lion (croiseur de bataille)
Pour les autres classes de navires du même nom, voir Classe Lion.
La classe Lion est une classe de deux croiseurs de bataille construits peu avant la Première Guerre mondiale pour la Royal Navy : les HMS Lion et Princess Royal. On y rattache souvent les HMS Queen Mary et Tiger qui en sont des versions améliorées, avec la même artillerie principale, un blindage de même épaisseur mais une machinerie plus puissante. Ils ont constitué la 1re escadre de croiseurs de bataille, présente aux batailles de Heligoland, de Dogger Bank et du Jutland.

## Conception
La classe Lion est basée sur la classe de cuirassés Orion ; ses unités disposent en effet de tourelles de calibre 13,5 pouces (343 mm) alignées dans l'axe du navire. Sa conversion en classe de croiseurs de bataille nécessite cependant plusieurs changements. Une tourelle est ainsi retirée, et contrairement aux habitudes qui veulent que ce soit celle du milieu, c'est une des tourelles arrière qui est retirée. Les machines sont plus de deux fois plus puissantes, et développent 70 000 chevaux, emmenant le navire à une vitesse maximale de 27 nœuds (50 km/h) ; celui-ci est ainsi gratifié d'une cheminée supplémentaire. Néanmoins, la cheminée avant doit supporter plus de trafic : ce sont 14 chaudières qui y sont redirigées, au lieu des 6 de la classe Orion, ce qui amène des problèmes de fumée excessive. Le blindage quant à lui est allégé ; prévu pour protéger le navire des obus de calibre 11 pouces (279 mm), il ne le protège en rien des obus de 12 pouces (305 mm) des canons des cuirassés allemands de l'époque.
L'Amirauté tente de masquer ces défauts en organisant une campagne de « fuites dans la presse », qui suggèrent que le navire est en fait un « cuirassé rapide ». Mais le problème de la fumée reste entier : durant les essais, le mât tripode jouxtant la cheminée s'échauffe à un point tel que les opérateurs de la plateforme de conduite de tir ne peuvent descendre sur le pont. Churchill, nouvellement nommé First Lord décide alors d'allouer un budget de 60 000 £ aux travaux de correction du problème. D'autres « fuites officielles » exagèrent la vitesse des navires de la classe, créditant le Princess Royal d'un bon 34,7 nœuds (64,3 km/h) de vitesse maximale, et le Lion d'une vitesse de 31 nœuds (57 km/h). En réalité, ils atteignent à peine les 28 nœuds (52 km/h) en forçant les machines.

## Armement et blindage
Les deux navires de la classe Lion emportent ainsi 8 canons de 13,5 pouces BL Mk V chacun, répartis en 4 tourelles doubles. L'armement secondaire est constitué de 16 canons de 4 pouces BL Mk VII, de 2 canons de 3 livres et de 2 tubes lance-torpilles de 21 pouces (533 mm). Les armements secondaires et antiaérien changent souvent au fil du temps, au gré des réparations et des refontes. Ainsi, en 1915, le Lion se voit retirer ses canons de 4 livres, remplacés par deux canons de 3 pouces QF 20 cwt. La même année, le Princess Royal reçoit un seul de ces canons de 3 pouces, et seuls 2 canons de 3 livres sont retirés. Les deux navires sont munis de canons de salut de 3 livres en 1919.
Côté blindage, la ceinture principale est épaisse de 9 pouces (229 mm) des machines arrières jusqu'au château. À partir de celui-ci, vers l'avant, elle diminue progressivement, passant de 6 pouces (152 mm) au début des barbettes à 4 pouces (102 mm) à la fin de celles-ci, puis 15 mm au niveau de la proue. Des machines arrières à la poupe, elle passe de 5 pouces (127 mm) à 4 pouces au niveau des barbettes à 20 mm à l'extrémité du navire. Au niveau du pont, le blindage varie de 6  à   4 pouces, la partie la plus épaisse se situant au niveau du château et des machines. Les bulbes anti-torpilles sont quant à eux épais de 4 pouces. Enfin, les tourelles de la batterie principale ont une protection frontale et latérale de 9 pouces (229 mm) ; l'arrière est protégé par 8 pouces (203 mm) pouces de blindage. Celui du toit varie entre 2,5 pouces (64 mm) et 3,25 pouces (83 mm), et sera plus tard renforcé d'1,5 pouce (38 mm).

## Navires de la classe
| Nom                | Chantier           | Quille            | Lancement     | Mise en service | Destin                                 |
| ------------------ | ------------------ | ----------------- | ------------- | --------------- | -------------------------------------- |
| HMS Lion           | Devonport Dockyard | 29 septembre 1909 | 6 août 1910   | mai 1912        | Vendu pour démolition en janvier 1924  |
| HMS Princess Royal | Vickers            | 2 mai 1910        | 24 avril 1911 | novembre 1912   | Vendu pour démolition en décembre 1922 |

## Histoire

### HMSLion
La construction du Lion commence le 29 septembre 1909 au Devonport Dockyard. Le croiseur de bataille est lancé le 6 août 1910 et armé en mai 1912. En juin il rejoint la 1re escadre de croiseurs (en), avant d'être nommé en janvier 1913 navire amiral du contre-amiral Beatty, commandant la 1re escadre de croiseurs de bataille. Il rejoint la Grand Fleet en août 1914 et participe à la bataille de Heligoland. L'année suivante, à la bataille de Dogger Bank, le Lion tire 243 obus, dont un touche le SMS Blücher, un autre le Derfflinger et deux le Seydlitz. Le croiseur de bataille, en tête de la ligne britannique, est quant à lui durement touché, encaissant 16 obus allemands en tout. Deux obus simultanés du Seydlitz et du Derfflinger perforent notamment la coque au niveau de la ligne de flottaison, entraînant une gîte importante du navire, une avarie dans les machines et la coupure de plusieurs circuits électriques. Le Lion est mis hors de combat et doit être remorqué au port par l'Indomitable.
Après réparations à Rosyth, il rejoint la 1re escadre, renommée entretemps « Flotte des croiseurs de bataille ». Lors de la bataille du Jutland, le Lion est encore plus gravement endommagé. Malgré ses coups au but sur le SMS Lützow, un obus de celui-ci perfore l'une des tourelles et explose à l'intérieur de celle-ci, tuant près d'une centaine de personnes ; le navire doit au courage de Francis Harvey le fait de ne pas exploser entièrement : celui-ci, dans un dernier effort, demande l'inondation du magasin à munitions. Après de nouvelles réparations à Rosyth, le Lion retourne dans la flotte de croiseurs de bataille, en devenant le navire amiral après la fin de la guerre jusqu'à son retrait du service actif en 1923 et sa revente en 1924 à la suite du traité naval de Washington.

### HMSPrincess Royal
La construction du Princess Royal commence le 2 mai 1910 aux chantiers Vickers. Le croiseur de bataille est lancé le 24 avril 1911 et entre en service dans la 1re escadre de croiseurs en novembre 1912. Il rejoint la 1re escadre de croiseurs de bataille en janvier 1913, puis la Grand Fleet en août 1914, et participe ainsi à la bataille de Heligoland. Après la défaite de la flotte britannique par von Spee à la bataille de Coronel, le croiseur de bataille est envoyé dans les Caraïbes afin d'intercepter un éventuel passage de la flotte allemande. Après la destruction de celle-ci à la bataille des Falklands, le Princess Royal réintègre la 1re escadre de croiseurs de bataille en tant que navire amiral. Il participe à la bataille de Dogger Bank et s'en sort indemne, réussissant à toucher le SMS Derfflinger.
L'année suivante, à la bataille du Jutland, le croiseur de bataille touche plusieurs navires allemands, et encaisse 9 obus de 280  et   305 mm, tuant 22 marins et immobilisant l'une de ses tourelles. Après un passage par Plymouth pour réparations, le navire retourne à Rosyth le 21 juillet 1916. Il continue son service dans la 1re escadre de croiseurs de bataille jusqu'en 1922 avant d'être vendu pour démolition en décembre, en application du traité naval de Washington.